# Гемосорбция
Гемосо́рбция (от греч. haema кровь + лат. sorbere поглощать) — метод внепочечного очищения крови от токсических веществ путём адсорбции яда на поверхности сорбента. Используется для удаления из крови различных токсических продуктов, в основном, гидрофобных субстанций, тогда как при гемодиализе удаляются гидрофильные вещества.
Это разновидность процесса сорбции, при котором частицы поглощаемого вещества и поглотители вступают в химические взаимодействия.
При гемосорбции из организма удаляют ядовитые вещества, пропуская кровь больного через сорбенты, которые способны захватывать и прочно удерживать находящиеся в крови ядовитые вещества. В качестве сорбентов чаще используют активированные угли или ионообменные смолы. 
Гемосорбцию применяют при отравлениях ядами, лекарственными препаратами и другими, а также у больных с тяжёлыми поражениями печени и почек. 

## Сорбенты
В качестве сорбентов используют активированный уголь (гемокарбоперфузия), ионообменные смолы, предназначенные для очищения крови от определенных групп химических веществ (в настоящее время используются редко), а также биоспецифические сорбенты (биоспецифическая гемосорбция).
Показанием к гемокарбоперфузии являются острые отравления гидрофобными субстанциями: лекарственными препаратами (барбитуратами, элениумом, ноксироном) и химическими ядами (хлорированными углеводородами, фосфорорганическими соединениями); острые поражения печени, протекающие с выраженной интоксикацией, особенно в стадии прекомы и комы. Кроме того, гемосорбция как дополнительный метод лечения может быть применена у больных системной красной волчанкой, холодовой крапивницей, псориазом, пищевой полиаллергией, бронхиальной астмой, семейной гиперлипидемией (холестеринемией).

## Устройство для гемосорбции
Устройство для гемосорбции представляет собой заполненную сорбентом колонку, которую подсоединяют с помощью экстракорпорального контура к сосудам пациента. Кровь по системе трубчатых магистралей прокачивается с помощью перистальтического насоса через колонку. Для предупреждения воздушной эмболии используют «воздушные ловушки». В пузырьковые камеры встроены отводы для подключения манометров, измеряющих давление крови в трубчатых магистралях до и после прохождения колонки с сорбентом, что необходимо для выявления возможного свертывания крови в колонке. В настоящее время для гемосорбции используют стерильные одноразовые кровопроводящие магистрали.
При гемосорбции возможны осложнения, в частности снижение АД, выраженный озноб (пирогенная реакция), кровоточивость, воздушная эмболия, эмболия сорбентом.

## Биоспецифическая гемосорбция
В настоящее время внедрены в практику селективные гемосорбенты для избирательного извлечения из крови сериновых протеиназ («Овосорб», «Антипротеаз-сорб»), биоспецифический анти-IgE гемосорбент, предназначенный для избирательного удаления иммуноглобулина Е из крови, плазмы и других биологических жидкостей, биоспецифический гемосорбент «Липосорб» для удаления из крови, плазмы и других биологических жидкостей токсинов грамотрицательной флоры (В. В. Кирковский и другие).

## Основные сведения
Метод основан на двух свойствах сорбента:
- адсорбции (фиксация молекулы вещества на поверхности поглотителя);
- абсорбции (фиксация вещества в объеме поглотителя).

Фиксация химических агентов происходит за счет образования ковалентных или ионных связей вещества с активными группами поглотителя.